# NGC 11
NGC 11 är en spiralgalax i stjärnbilden Andromeda. Från jorden ser vi galaxen nästan helt från sidan.